# George G. Wright

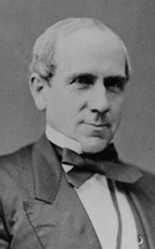
George G. Wright

George Grover Wright (* 24. März 1820 in Bloomington, Indiana; † 11. Januar 1896 in Des Moines, Iowa) war ein US-amerikanischer Jurist und Politiker (Republikanische Partei), der den Bundesstaat Iowa im US-Senat vertrat.
George Wright wurde auf Privatschulen ausgebildet und graduierte 1839 an der Indiana University in seiner Heimatstadt Bloomington. Danach studierte er in Rockville Rechtswissenschaften und wurde 1840 in die Anwaltskammer aufgenommen, woraufhin er in Keosauqua im Iowa-Territorium zu praktizieren begann. Nachdem das Territorium als Staat der Union beigetreten war, fungierte Wright von 1847 bis 1848 als Staatsanwalt im Van Buren County und gehörte von 1849 bis 1851 dem Senat von Iowa an. Zwischen 1854 und 1870 war er Richter am Supreme Court des Staates. Überdies hatte er von 1860 bis 1865 das Amt des Präsidenten der Iowa Agricultural Society inne.
Im Jahr 1865 zog Wright nach Des Moines. Er war einer der Begründer des College of Law an der University of Iowa und betätigte sich bis 1871 als Dozent an der juristischen Fakultät an der Iowa State University. In diesem Jahr zog er nach erfolgreicher Wahl in den US-Senat in Washington ein, wo er sein Mandat bis zum 3. März 1877 wahrnahm; zur Wiederwahl trat er nicht an. In der Folge arbeitete er wieder als Jurist in Des Moines sowie im Bankgewerbe. Von 1887 bis 1888 stand er der American Bar Association vor.
George Wright verstarb 1896 in Des Moines. Sein älterer Bruder Joseph war Gouverneur von Indiana und saß für diesen Bundesstaat ebenfalls im US-Senat.